# Буянский, Станислав Геннадьевич
Станисла́в Генна́дьевич Буя́нский (6 июня 1980, Алабино, Московская область) — российский и казахстанский учёный-правовед, кандидат юридических наук, бывший заместитель прокурора Московской области. Председатель комитета «Правовое регулирование экономической деятельности» Международной ассоциации организаций финансово-экономического образования. Декан Школы права и государственного управления Университета Нархоз, с 2020 года были возложены обязанности ректора Университета Нархоз.

## Биография
В 2002 году окончил Московскую финансово-юридическую академию по специальности «юрист». В 2006 году Буянский защитил диссертацию кандидата юридических наук. Работал в прокуратуре: следователем по особо важным делам, прокурором отдела по исполнению международных следственных поручений международно-правового управления Генеральной прокуратуры РФ, городским прокурором Можайска.
В августе 2009 года назначен заместителем прокурора Московской области. Осуществлял надзор за исполнением законов на особо режимных объектах, федеральной безопасности и противодействии экстремизму. В начале июня 2010 года Буянский покинул пост зампрокурора Московской области по собственному желанию. Выступал в качестве ключевого свидетеля по делу о подмосковных казино.
В 2015—2018 годах занимал должности заместителя заведующего кафедрой «Анализ рисков и экономическая безопасность», руководителя магистерской программы «Комплаенс-контроль в деятельности хозяйствующего субъекта» Финансового университета при Правительстве Российской Федерации.
В 2018 году получил степень LL.M. в Юридической школе Университета штата Пенсильвания.
С 2019 года являлся деканом Школы права и государственного управления в Университете Нархоз, с 2020 года исполнял обязанности ректора.
Провёл в университете ряд реформ, направленных на ужесточение академической честности и расширение академической свободы преподавателей. Выступил инициатором организационной реформы, в рамках которой была упразднена должность ректора с одновременным введением должностей президента и провоста.
В 2024 году получил степень M.S.Ed. в Пенсильванском университете.

## Научная работа
После первой, ещё студенческой, работы по проблеме смертной казни, Станислав Буянский разрабатывал вопросы права, связанные с детальностью суда и прокуратуры. Выступает экспертом по широким вопросам в сфере юриспруденции. В последние годы занимается проблемами экономической безопасности, риск-менеджмента и комплаенса, активно пишет научные статьи и публикуется в СМИ с мнениями о направлении дальнейшего развития сферы образования в Казахстане и мире.

### Монография
- Буянский С. Г. Прокуратура в условиях административно-правовой реформы. — М.: Буквоед, 2011. — 86 с.

### Учебное пособие
- Буянский С. Г., Трунцевский Ю.В. Корпоративное управление, комплаенс и риск-менеджмент. — КноРус, 2021. — 336 с. — ISBN 5436508138.

### Статьи
- Буянский С. Г. Смертная казнь: все «за» и «против» // Общественные науки и современность : академический журнал. — 2000. — № 5.
- Буянский С. Г. Прокуратура и судебная власть: статус и соотношение компетенции // Российский судья : журнал. — 2005. — № 5.
- Буянский С. Г. Прокуратура Российской Федерации в условиях административной реформы // Современное право : журнал. — 2006. — № 8. — С. 44—46.
- Буянский С. Г. Цели и содержание административной реформы в России // European science review : журнал. — 2006. — № 5/6. — С. 240—243.